# Mosquée de Hamza-bey
La mosquée de Hamza-bey est située en Bosnie-Herzégovine, dans la ville de Sanski Most et dans la municipalité de Sanski Most. Construite en 1557, elle est inscrite sur la liste provisoire des monuments nationaux de Bosnie-Herzégovine.

## Architecture

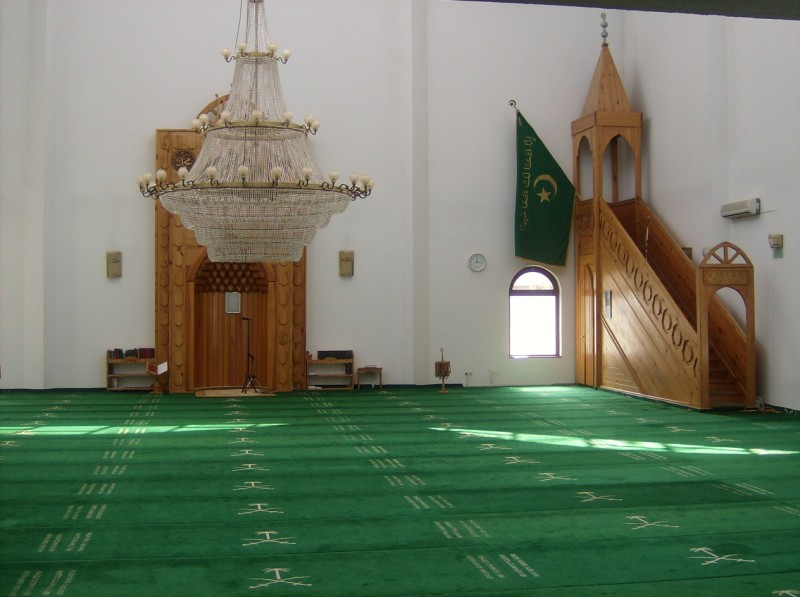
L'intérieur de la mosquée